# Slippin' Jimmy
Better Call Saul Presents : Slippin' Jimmy, plus communément appelée Slippin' Jimmy est une série d'animation américaine, développée par Ariel Levine et Kathleen Williams-Foshee, diffusée le 23 mai 2022 sur le service AMC+.
La série est un spin-off de Better Call Saul (lui-même un spin-off de Breaking Bad), elle suit les mésaventures du jeune Jimmy McGill à Cicero avec son meilleur ami Marco Pasternak. Le lancement de la série sur AMC+ devait coïncider avec la sortie du dernier épisode de la première moitié de la sixième saison de Better Call Saul. À sa sortie, la série a été unanimement saluée par les critiques et le public pour sa piètre qualité d'écriture et d'animation, ainsi que pour son ton complètement différent du reste de la franchise.
Cette série est inédite dans tous les pays francophones.

## Synopsis
Dans les années 1970, bien avant que Saul Goodman ne devienne l'avocat véreux qu'il est, il y eut Jimmy McGill alias Slippin' Jimmy, un jeune homme intelligent qui essaie de passer par l'école catholique et d'éviter de retourner, lui et son meilleur ami Marco, en détention.

## Distributions

### Voix originales

#### Acteurs principaux
- Sean Giambrone : Jimmy McGill
- Kyle S. More : Marco Pasternak
- Will Vought : Trent Titweiler

#### Acteurs récurrents
- Beth Grant : Mme Retch et Mme Brockfrater
- Jasmine Gatewood : Bobbi et Sue
- Chi McBride : Père Karras
- Gideon Adlon : Dawn Marie
- Gary Anthony Williams : Démon
- Laraine Newman : Sœur Beth
- Carlos Alazraqui : Cheech et l'employé de la boutique de bandes dessinées
- Brian Sommer : animateur radio et chauffeur de taxi
- Zac Palladino : mère de Trent
- David Herman : voix supplémentaires

## Production

### Développement
Variety a rapporté en mars 2021 qu'AMC développait une série d'animation dérivée de Better Call Saul, intitulée Slippin' Jimmy. La série est une préquelle basée sur le temps passé par Jimmy et Chuck à Cicero, en Illinois, elle a été développée par Ariel Levine et Kathleen Williams-Foshee, qui ont précédemment travaillé sur la série web live-action associée. Les voix de Chi McBride, Laraine Newman et Sean Giambrone dans le rôle de Jimmy ont été entendues.
Slippin' Jimmy a ensuite été révélé en tant que série courte le 10 février 2022, en même temps que la prochaine saison de la série vidéo de formation des employés Better Call Saul et Cooper's Bar avec Rhea Seehorn. Raconté dans le style des dessins animés classiques des années 1970, chaque épisode est une ode à un genre cinématographique spécifique - des westerns spaghetti et Buster Keaton à L'Exorciste. La série a été produite par les animateurs de Rick et Morty du studio d'animations Starburns, et écrite par Levine et Williams-Foshee.

### Sortie
La première bande-annonce a été diffusée le 10 février 2022, lorsque la série a été officiellement dévoilée. Une date de diffusion a été annoncée pour la sixième saison de Better Call Saul. Les six épisodes de Slippin' Jimmy ont été diffusés le 23 mai 2022 sur AMC+ pour coïncider avec la diffusion du final de la sixième saison de Better Call Saul Préparation, exécution.

## Épisodes
- Fistful of Snowballs
- The Exor-sister
- After Bedtime
- City Flights
- Speed Date
- Cool Hand Jimmy

## Accueil
La série a reçu des critiques négatives de la part des fans et des critiques. Alex Ashbrook de Comic Book Resources a déclaré que la série était « grossièrement dessinée et semblait avoir été montée à la hâte par rapport à la beauté de ses prédécesseurs. Malgré l'apparition de Peter Gould en tant que producteur exécutif, ses compétences sont inexistantes. » Mark Donaldson de Screen Rant a critiqué le concept en déclarant que « le spin-off animé est vendu comme une exclusivité numérique, mais cette course pour fournir un contenu vendable au public nuit à la narration... l'équipe derrière Breaking Bad et Better Call Saul s'est avérée être des conteurs avisés qui respectent les parcours de leurs personnages plutôt que des produits de récupération bon marché. C'est cette intégrité qui donne à Slippin' Jimmy l'impression d'être un faux pas. »